# 勞瑞爾·哈伯德
勞瑞爾·哈伯德（英語：Laurel Hubbard，1978年2月9日—）是新西蘭跨性別女性舉重運動員。出生時為男性。

## 經歷
哈伯德的父親是前奥克兰市长迪克·哈伯德。哈伯德曾在1998年參加男子105公斤以上級青少年組別比賽，以抓舉135公斤，挺舉170公斤，共計300公斤的成績打破新西蘭紀錄。該紀錄後被大卫·利蒂超越。哈伯德在2012年前後通過性轉換成女性，改名為勞瑞爾。 
在2017年墨尔本澳大利亞國際公開賽上，體重131.83公斤的哈伯德參加女子90公斤以上組別，以抓舉123公斤，挺舉145公斤，共計268公斤的成績奪得金牌。由此，她成為第一位为新西蘭贏得國際舉重比賽冠軍的跨性別女性。儘管哈伯德符合參賽資格的要求，但尤尼亞拉·西帕亞、托阿非圖·佩利佛、黛博拉·阿卡森、特蕾西·蘭布雷克斯等與之同台競技的運動員仍對她的參賽提出了質疑，認為她參賽对其他運動員不公平。
哈伯德曾獲得2018年大英國協運動會的參賽資格並參賽，但由於在比賽期間肘部受傷而被迫退賽。
哈伯德在2019年的薩摩亞太平洋運動會上獲得金牌。允許她參賽的決定招致薩摩亞國會議長肯內提·西奧與薩摩亞總理圖伊拉埃帕·薩伊萊萊·馬利埃萊額奧伊的批評。
2020年，哈伯德在義大利羅馬舉行的舉重世界杯比賽上獲得女子87公斤以上級金牌。
2021年，哈伯德將會依照國際奧委會關於睾酮水平的規定（初賽前保持血液中睾酮濃度低於每升10納摩爾長達12個月）獲得東京奧運會舉重女子組的參賽資格，成為第一名參加奧運會的跨性別運動員。比利時舉重選手安娜·范貝林根稱該決定不公平，是「惡劣的玩笑」。同年8月2日，哈伯德在87公斤以上级决赛中三次抓举失败，遭提前淘汰。